# Rishad Hossain
Rishad Hossain (bengalisch রিশাদ হোসেন; * 15. Juli 2002 in Nilphamari, Bangladesch) ist ein bangladeschischer Cricketspieler, der seit 2023 für die bangladeschische Nationalmannschaft spielt.

## Aktive Karriere
Hossain gab sein First-Class-Debüt in der Bangladesh Cricket League 2018/19. Als Leg-Spinner hatte er nur wenige Möglichkeiten im nationalen bangladeschischen Cricket wurde jedoch von den Selektoren erstmals für die Tour gegen Irland im März 2023 nominiert. Dort gab er dann sein Twenty20-Debüt. Im Dezember folgte in Neuseeland auch sein ODI-Debüt. Im März 2024 erzielte er in der Twenty20-Serie gegen Sri Lanka ein Fifty über 53 Runs. Kurz darauf wurde er für den ICC Men’s T20 World Cup 2024 normiert.